# Xã Ideal, Quận Tripp, South Dakota
Xã Ideal (tiếng Anh: Ideal Township) là một xã thuộc quận Tripp, tiểu bang Nam Dakota, Hoa Kỳ. Năm 2010, dân số của xã này là 126 người.